# Qat (deidad)
Qat (también Qet, Kpwet, Iqet o Ikpwet) es la principal deidad en la mitología oral de las Islas Banks, un pequeño archipiélago de la zona norte de Vanuatu.
Si bien no se trata de una deidad en el sentido occidental, el folclore de esta población es de tipo animista y se refiere a Qat como el espíritu de los humanos en tanto a pertenecientes diversos elementos como el mundo, la noche, la muerte, las mujeres, las reglas del matrimonio, etcétera.
- Datos: Q7267079